# Грабе (Средище-об-Драві)
Грабе (словен. Grabe) — поселення в общині Средище-об-Драві, Подравський регіон‎, Словенія.